# Interlands Fins voetbalelftal 1970-1979
Deze pagina toont een chronologisch en gedetailleerd overzicht van de interlands die het Fins voetbalelftal speelde in de periode 1970 – 1979.

## Interlands

### 1970
|                                                                 |         |       |                |                                                                                      |
| 21 mei Vriendschappelijk № 282 «onderlinge duels» 19:00 (UTC+2) | Finland | 0 – 0 | West-Duitsland | Olympisch Stadion, Helsinki Toeschouwers: 5.943 Scheidsrechter: Hasse Carlsson (SWE) |
| 21 mei Vriendschappelijk № 282 «onderlinge duels» 19:00 (UTC+2) |         |       |                | Olympisch Stadion, Helsinki Toeschouwers: 5.943 Scheidsrechter: Hasse Carlsson (SWE) |

|                                                                            |                |       |                   |                                                                                         |
| 3 juni Noords Kampioenschap 1968/71 № 283 «onderlinge duels» 19:00 (UTC+2) | Finland        | 1 – 1 | Denemarken        | Olympisch Stadion, Helsinki Toeschouwers: 8.044 Scheidsrechter: Norman Burtenshaw (ENG) |
| 3 juni Noords Kampioenschap 1968/71 № 283 «onderlinge duels» 19:00 (UTC+2) | Arto Tolsa 58' |       | 48' Keld Pedersen | Olympisch Stadion, Helsinki Toeschouwers: 8.044 Scheidsrechter: Norman Burtenshaw (ENG) |

|                                                                             |                                        |       |         |                                                                               |
| 17 juni Noords Kampioenschap 1968/71 № 284 «onderlinge duels» 18:30 (UTC+1) | Noorwegen                              | 2 – 0 | Finland | Brannstadion, Bergen Toeschouwers: 12.887 Scheidsrechter: Gerhard Kunze (GDR) |
| 17 juni Noords Kampioenschap 1968/71 № 284 «onderlinge duels» 18:30 (UTC+1) | Hans Edgar Paulsen 59' Finn Seeman 76' |       |         | Brannstadion, Bergen Toeschouwers: 12.887 Scheidsrechter: Gerhard Kunze (GDR) |

|                                                                                 |                           |       |                                        |                                                                                    |
| 26 augustus Noords Kampioenschap 1968/71 № 285 «onderlinge duels» 19:00 (UTC+2) | Finland                   | 1 – 2 | Zweden                                 | Olympisch Stadion, Helsinki Toeschouwers: 17.070 Scheidsrechter: Henry Øberg (NOR) |
| 26 augustus Noords Kampioenschap 1968/71 № 285 «onderlinge duels» 19:00 (UTC+2) | Tommy Lindholm ??' (pen.) |       | 50' Reine Almqvist 67' Dan Brozokoupil | Olympisch Stadion, Helsinki Toeschouwers: 17.070 Scheidsrechter: Henry Øberg (NOR) |

|                                                                                  |                    |       |          |                                                                                    |
| 23 september Noords Kampioenschap 1968/71 № 286 «onderlinge duels» 19:00 (UTC+2) | Finland            | 1 – 3 | Engeland | Olympisch Stadion, Helsinki Toeschouwers: 2.343 Scheidsrechter: Ove Dahlberg (SWE) |
| 23 september Noords Kampioenschap 1968/71 № 286 «onderlinge duels» 19:00 (UTC+2) | Tommy Lindholm 22' |       | ?        | Olympisch Stadion, Helsinki Toeschouwers: 2.343 Scheidsrechter: Ove Dahlberg (SWE) |

|                                                                       |                    |       |                       |                                                                                   |
| 7 oktober EK 1972 kwalificatie № 287 «onderlinge duels» 18:00 (UTC+1) | Tsjecho-Slowakije  | 1 – 1 | Finland               | Letenský stadion, Praag Toeschouwers: 5.549 Scheidsrechter: William O'Neill (IRL) |
| 7 oktober EK 1972 kwalificatie № 287 «onderlinge duels» 18:00 (UTC+1) | Milan Albrecht 31' |       | 41' Matti Paatelainen | Letenský stadion, Praag Toeschouwers: 5.549 Scheidsrechter: William O'Neill (IRL) |

|                                                                        |                                                                 |       |         |                                                                                                  |
| 11 oktober EK 1972 kwalificatie № 288 «onderlinge duels» 15:30 (UTC+2) | Roemenië                                                        | 3 – 0 | Finland | Stadionul 23 August, Boekarest Toeschouwers: 36.584 Scheidsrechter: Leonidas Vamvakopoulos (GRE) |
| 11 oktober EK 1972 kwalificatie № 288 «onderlinge duels» 15:30 (UTC+2) | Florea Dumitrache 28' Florea Dumitrache 42' Radu Nunweiller 77' |       |         | Stadionul 23 August, Boekarest Toeschouwers: 36.584 Scheidsrechter: Leonidas Vamvakopoulos (GRE) |

### 1971
|                                                                            |                                                                      |       |                      |                                                                                  |
| 20 mei Noords Kampioenschap 1968/71 № 289 «onderlinge duels» 14:00 (UTC+1) | Zweden                                                               | 4 – 1 | Finland              | Ryavallen, Borås Toeschouwers: 13.020 Scheidsrechter: Hans-Joachim Weyland (FRG) |
| 20 mei Noords Kampioenschap 1968/71 № 289 «onderlinge duels» 14:00 (UTC+1) | Bo Larsson 56' Tommy Svensson 69' Örjan Persson 71' Sten Pålsson 90' |       | 6' Matti Paatelainen | Ryavallen, Borås Toeschouwers: 13.020 Scheidsrechter: Hans-Joachim Weyland (FRG) |

|                                                                    |         |                  |       |                                                                                     |
| 26 mei EK 1972 kwalificatie № 290 «onderlinge duels» 19:00 (UTC+2) | Finland | 0 – 1            | Wales | Olympisch Stadion, Helsinki Toeschouwers: 5.410 Scheidsrechter: Günter Männig (GDR) |
| 26 mei EK 1972 kwalificatie № 290 «onderlinge duels» 19:00 (UTC+2) |         | 54' John Toshack |       | Olympisch Stadion, Helsinki Toeschouwers: 5.410 Scheidsrechter: Günter Männig (GDR) |

|                                                                     |         |                                                                              |                   |                                                                                       |
| 16 juni EK 1972 kwalificatie № 291 «onderlinge duels» 19:00 (UTC+2) | Finland | 0 – 4                                                                        | Tsjecho-Slowakije | Olympisch Stadion, Helsinki Toeschouwers: 4.658 Scheidsrechter: Marian Środecki (POL) |
| 16 juni EK 1972 kwalificatie № 291 «onderlinge duels» 19:00 (UTC+2) |         | 12' Ján Čapkovič 16' Jaroslav Pollák 84' František Karkó 89' František Karkó |                   | Olympisch Stadion, Helsinki Toeschouwers: 4.658 Scheidsrechter: Marian Środecki (POL) |

|                                                                                 |                    |       |                 |                                                                                    |
| 25 augustus Noords Kampioenschap 1968/71 № 292 «onderlinge duels» 19:00 (UTC+2) | Finland            | 1 – 1 | Noorwegen       | Olympisch Stadion, Helsinki Toeschouwers: 6.225 Scheidsrechter: Kaj Sørensen (DEN) |
| 25 augustus Noords Kampioenschap 1968/71 № 292 «onderlinge duels» 19:00 (UTC+2) | Heikki Suhonen 71' |       | 71' Jan Fuglset | Olympisch Stadion, Helsinki Toeschouwers: 6.225 Scheidsrechter: Kaj Sørensen (DEN) |

|                                                                                 |            |       |         |                                                                                            |
| 8 september Noords Kampioenschap 1968/71 № 293 «onderlinge duels» 19:00 (UTC+1) | Denemarken | 0 – 0 | Finland | Københavns Idrætspark, Kopenhagen Toeschouwers: 14.000 Scheidsrechter: Rolf Andersen (NOR) |
| 8 september Noords Kampioenschap 1968/71 № 293 «onderlinge duels» 19:00 (UTC+1) |            |       |         | Københavns Idrætspark, Kopenhagen Toeschouwers: 14.000 Scheidsrechter: Rolf Andersen (NOR) |

|                                                                          |         |                                                                                             |          |                                                                                   |
| 22 september EK 1972 kwalificatie № 294 «onderlinge duels» 18:30 (UTC+2) | Finland | 0 – 4                                                                                       | Roemenië | Olympisch Stadion, Helsinki Toeschouwers: 2.084 Scheidsrechter: Pius Kamber (SUI) |
| 22 september EK 1972 kwalificatie № 294 «onderlinge duels» 18:30 (UTC+2) |         | 25' Anghel Iordănescu 37' Niculae Lupescu 55' (pen.) Emerich Dembrovschi 64' Mircea Lucescu |          | Olympisch Stadion, Helsinki Toeschouwers: 2.084 Scheidsrechter: Pius Kamber (SUI) |

|                                                                        |                                                       |       |         |                                                                               |
| 13 oktober EK 1972 kwalificatie № 295 «onderlinge duels» 19:00 (UTC+2) | Wales                                                 | 3 – 0 | Finland | Vetch Field, Swansea Toeschouwers: 10.301 Scheidsrechter: Kaj Rasmussen (DEN) |
| 13 oktober EK 1972 kwalificatie № 295 «onderlinge duels» 19:00 (UTC+2) | William Durban 10' John Toshack 53' Gilbert Reece 89' |       |         | Vetch Field, Swansea Toeschouwers: 10.301 Scheidsrechter: Kaj Rasmussen (DEN) |

### 1972
|                                                    |           |       |                   |                                                                                |
| 7 maart Vriendschappelijk № 296 «onderlinge duels» | Nederland | 2 – 1 | Finland           | Zuiderparkstadion, Den Haag Toeschouwers: 1.500 Scheidsrechter: Bas Booy (NED) |
| 7 maart Vriendschappelijk № 296 «onderlinge duels» | ?         |       | 63' Juhani Tapola | Zuiderparkstadion, Den Haag Toeschouwers: 1.500 Scheidsrechter: Bas Booy (NED) |

|                                                                            |         |       |           |                                                                                            |
| 28 mei Noords Kampioenschap 1972/77 № 297 «onderlinge duels» 15:00 (UTC+2) | Finland | 0 – 0 | Noorwegen | Kupittaan Jalkapallostadion, Turku Toeschouwers: 4.828 Scheidsrechter: Curt Nystrand (SWE) |
| 28 mei Noords Kampioenschap 1972/77 № 297 «onderlinge duels» 15:00 (UTC+2) |         |       |           | Kupittaan Jalkapallostadion, Turku Toeschouwers: 4.828 Scheidsrechter: Curt Nystrand (SWE) |

|                                                                            |                                                                       |       |         |                                                                                            |
| 7 juni Noords Kampioenschap 1972/77 № 298 «onderlinge duels» 19:00 (UTC+1) | Denemarken                                                            | 3 – 0 | Finland | Københavns Idrætspark, Kopenhagen Toeschouwers: 23.301 Scheidsrechter: Rolf Andersen (NOR) |
| 7 juni Noords Kampioenschap 1972/77 № 298 «onderlinge duels» 19:00 (UTC+1) | Jørgen Kristensen 47' Jørgen Kristensen 80' Kresten Bjerre 88' (pen.) |       |         | Københavns Idrætspark, Kopenhagen Toeschouwers: 23.301 Scheidsrechter: Rolf Andersen (NOR) |

|                                                                     |                    |       |         |                                                                                   |
| 21 juni WK 1974 kwalificatie № 299 «onderlinge duels» 19:00 (UTC+2) | Finland            | 1 – 0 | Albanië | Olympisch Stadion, Helsinki Toeschouwers: 1.431 Scheidsrechter: Bertil Lööw (SWE) |
| 21 juni WK 1974 kwalificatie № 299 «onderlinge duels» 19:00 (UTC+2) | Miikka Toivola 13' |       |         | Olympisch Stadion, Helsinki Toeschouwers: 1.431 Scheidsrechter: Bertil Lööw (SWE) |

|                                                    |                    |       |                  |                                                                                           |
| 16 juli Vriendschappelijk № 300 «onderlinge duels» | Finland            | 1 – 1 | Sovjet-Unie      | Hietalahden Jalkapallostadion, Vaasa Toeschouwers: 6.040 Scheidsrechter: Rolf Nyhus (NOR) |
| 16 juli Vriendschappelijk № 300 «onderlinge duels» | Olavi Rissanen 76' |       | 16' Oleh Blochin | Hietalahden Jalkapallostadion, Vaasa Toeschouwers: 6.040 Scheidsrechter: Rolf Nyhus (NOR) |

|                                                    |                |       |                                  |                                                                                        |
| 30 juli Vriendschappelijk № 301 «onderlinge duels» | West-Duitsland | 1 – 2 | Finland                          | Stadion an der Lohmühle, Lübeck Toeschouwers: 5.643 Scheidsrechter: Kaj Sørensen (DEN) |
| 30 juli Vriendschappelijk № 301 «onderlinge duels» | ?              |       | Olavi Rissanen Jouko Suomalainen | Stadion an der Lohmühle, Lübeck Toeschouwers: 5.643 Scheidsrechter: Kaj Sørensen (DEN) |

|                                                                          |                    |       |                     |                                                                                          |
| 20 september WK 1974 kwalificatie № 302 «onderlinge duels» 18:30 (UTC+2) | Finland            | 1 – 1 | Roemenië            | Olympisch Stadion, Helsinki Toeschouwers: 5.519 Scheidsrechter: Stanisław Eksztajn (POL) |
| 20 september WK 1974 kwalificatie № 302 «onderlinge duels» 18:30 (UTC+2) | Olavi Rissanen 86' |       | 52' Radu Nunweiller | Olympisch Stadion, Helsinki Toeschouwers: 5.519 Scheidsrechter: Stanisław Eksztajn (POL) |

|                                                                       | |       |         |                                                                                     |
| 7 oktober WK 1974 kwalificatie № 303 «onderlinge duels» 16:00 (UTC+1) | DDR | 5 – 0 | Finland | Dynamo Stadion, Dresden Toeschouwers: 20.915 Scheidsrechter: Liuben Radunchev (BUL) |
| 7 oktober WK 1974 kwalificatie № 303 «onderlinge duels» 16:00 (UTC+1) | Hans-Jürgen Kreische 46' Jürgen Sparwasser 68' Joachim Streich 70' Joachim Streich 76' Jürgen Sparwasser 86' |       |         | Dynamo Stadion, Dresden Toeschouwers: 20.915 Scheidsrechter: Liuben Radunchev (BUL) |

### 1973
|                                                    |          |       |         |                                                                                |
| 4 april Vriendschappelijk № 304 «onderlinge duels» | Engeland | 3 – 0 | Finland | Home Park, Plymouth Toeschouwers: 1.472 Scheidsrechter: Charlie Nicholls (ENG) |
| 4 april Vriendschappelijk № 304 «onderlinge duels» | ?        |       |         | Home Park, Plymouth Toeschouwers: 1.472 Scheidsrechter: Charlie Nicholls (ENG) |

|                                                   |                       |       |           |                                                                                       |
| 24 mei Vriendschappelijk № 305 «onderlinge duels» | Finland               | 1 – 0 | Nederland | Olympisch Stadion, Helsinki Toeschouwers: 6.416 Scheidsrechter: Anders Mattsson (FIN) |
| 24 mei Vriendschappelijk № 305 «onderlinge duels» | Matti Paatelainen 58' |       |           | Olympisch Stadion, Helsinki Toeschouwers: 6.416 Scheidsrechter: Anders Mattsson (FIN) |

|                                                                    |                    |       |                                                                                                  |                                                                                 |
| 6 juni WK 1974 kwalificatie № 306 «onderlinge duels» 19:00 (UTC+2) | Finland            | 1 – 5 | DDR                                                                                              | Ratina Stadion, Tampere Toeschouwers: 6.104 Scheidsrechter: Pavel Kazakov (URS) |
| 6 juni WK 1974 kwalificatie № 306 «onderlinge duels» 19:00 (UTC+2) | Jarmo Manninen 88' |       | 7' Joachim Streich 30' Joachim Streich 44' Wolfram Löwe 75' Peter Ducke 83' Hans-Jürgen Kreische | Ratina Stadion, Tampere Toeschouwers: 6.104 Scheidsrechter: Pavel Kazakov (URS) |

|                                                                            |                  |       |                       |                                                                                      |
| 8 juli Noords Kampioenschap 1972/77 № 307 «onderlinge duels» 18:00 (UTC+1) | Zweden           | 1 – 1 | Finland               | Örjans vall, Halmstad Toeschouwers: 16.547 Scheidsrechter: Henry Verner Øberg (NOR ) |
| 8 juli Noords Kampioenschap 1972/77 № 307 «onderlinge duels» 18:00 (UTC+1) | Yngve Leback 41' |       | 46' Jouko Suomalainen | Örjans vall, Halmstad Toeschouwers: 16.547 Scheidsrechter: Henry Verner Øberg (NOR ) |

|                                                                                 |                    |       |                                          |                                                                                          |
| 29 augustus Noords Kampioenschap 1972/77 № 308 «onderlinge duels» 19:00 (UTC+2) | Finland            | 1 – 2 | Zweden                                   | Olympisch Stadion, Helsinki Toeschouwers: 18.552 Scheidsrechter: Edgar H. Pedersen (DEN) |
| 29 augustus Noords Kampioenschap 1972/77 № 308 «onderlinge duels» 19:00 (UTC+2) | Heikki Suhonen 33' |       | 49' Conny Torstensson 88' Harry Svensson | Olympisch Stadion, Helsinki Toeschouwers: 18.552 Scheidsrechter: Edgar H. Pedersen (DEN) |

|                                                          |                            |       |         |                                                                                        |
| 10 oktober WK 1974 kwalificatie № 309 «onderlinge duels» | Albanië                    | 1 – 0 | Finland | Qemal Stafastadion, Tirana Toeschouwers: 16.581 Scheidsrechter: Aurelio Angonese (ITA) |
| 10 oktober WK 1974 kwalificatie № 309 «onderlinge duels» | Ramazan Rragami 25' (pen.) |       |         | Qemal Stafastadion, Tirana Toeschouwers: 16.581 Scheidsrechter: Aurelio Angonese (ITA) |

|                                                                        | |       |         |                                                                                           |
| 14 oktober WK 1974 kwalificatie № 310 «onderlinge duels» 15:30 (UTC+2) | Roemenië | 9 – 0 | Finland | Stadionul 23 August, Boekarest Toeschouwers: 13.525 Scheidsrechter: Gyula Emsberger (HUN) |
| 14 oktober WK 1974 kwalificatie № 310 «onderlinge duels» 15:30 (UTC+2) | Ion Dumitru 6' Dumitru Marcu 8' Mircea Sandu 25' Dumitru Marcu 43' Florea Dumitrache 45' Nicolae Pantea 55' Florea Dumitrache 63' Mircea Sandu 65' Dudu Georgescu 81' |       |         | Stadionul 23 August, Boekarest Toeschouwers: 13.525 Scheidsrechter: Gyula Emsberger (HUN) |

### 1974
|                                                                            |                       |       |                       |                                                                         |
| 6 juni Noords Kampioenschap 1972/77 № 311 «onderlinge duels» 19:30 (UTC+2) | Finland               | 1 – 1 | Denemarken            | Raatti, Oulu Toeschouwers: 9.210 Scheidsrechter: Svein Inge Thime (NOR) |
| 6 juni Noords Kampioenschap 1972/77 № 311 «onderlinge duels» 19:30 (UTC+2) | Matti Paatelainen 71' |       | 42' Bjarne Pettersson | Raatti, Oulu Toeschouwers: 9.210 Scheidsrechter: Svein Inge Thime (NOR) |

|                                                                                 |                  |       |                                          |                                                                                   |
| 15 augustus Noords Kampioenschap 1972/77 № 312 «onderlinge duels» 19:00 (UTC+1) | Noorwegen        | 1 – 2 | Finland                                  | Ullevaalstadion, Oslo Toeschouwers: 11.000 Scheidsrechter: Erik Fredriksson (SWE) |
| 15 augustus Noords Kampioenschap 1972/77 № 312 «onderlinge duels» 19:00 (UTC+1) | Tor Johansen 73' |       | 31' Aki Heiskainen 37' Matti Paatelainen | Ullevaalstadion, Oslo Toeschouwers: 11.000 Scheidsrechter: Erik Fredriksson (SWE) |

|                                                                    |                                            |       |                                            |                                                                                   |
| 19 augustus Vriendschappelijk № 313 «onderlinge duels» 19:00 (UTC) | IJsland                                    | 2 – 2 | Finland                                    | Laugardalsvöllur, Reykjavik Toeschouwers: 12.031 Scheidsrechter: Kyle Rollo (SCO) |
| 19 augustus Vriendschappelijk № 313 «onderlinge duels» 19:00 (UTC) | Teitur Thórdarson 5' Marteinn Geirsson 10' |       | 45' Matti Paatelainen 59' Juha-Pekka Laine | Laugardalsvöllur, Reykjavik Toeschouwers: 12.031 Scheidsrechter: Kyle Rollo (SCO) |

|                                                                         |               |       |                                        |                                                                                       |
| 1 september EK 1976 kwalificatie № 314 «onderlinge duels» 15:00 (UTC+2) | Finland       | 1 – 2 | Polen                                  | Olympisch Stadion, Helsinki Toeschouwers: 18.759 Scheidsrechter: John Patterson (SCO) |
| 1 september EK 1976 kwalificatie № 314 «onderlinge duels» 15:00 (UTC+2) | Timo Rahja 3' |       | 23' Andrzej Szarmach 51' Grzegorz Lato | Olympisch Stadion, Helsinki Toeschouwers: 18.759 Scheidsrechter: John Patterson (SCO) |

|                                                                          |                |       |                                                               |                                                                                        |
| 25 september EK 1976 kwalificatie № 315 «onderlinge duels» 18:30 (UTC+2) | Finland        | 1 – 3 | Nederland                                                     | Olympisch Stadion, Helsinki Toeschouwers: 20.449 Scheidsrechter: Wolfgang Riedel (GDR) |
| 25 september EK 1976 kwalificatie № 315 «onderlinge duels» 18:30 (UTC+2) | Timo Rahja 16' |       | 28' Johan Cruijff 40' Johan Cruijff 51' (pen.) Johan Neeskens | Olympisch Stadion, Helsinki Toeschouwers: 20.449 Scheidsrechter: Wolfgang Riedel (GDR) |

|                                                                       |                                                            |       |         |                                                                                        |
| 9 oktober EK 1976 kwalificatie № 316 «onderlinge duels» 14:30 (UTC+1) | Polen                                                      | 3 – 0 | Finland | Edmund Szycstadion, Poznań Toeschouwers: 38.724 Scheidsrechter: Dušan Maksimović (YUG) |
| 9 oktober EK 1976 kwalificatie № 316 «onderlinge duels» 14:30 (UTC+1) | Henryk Kasperczak 12' Robert Gadocha 14' Grzegorz Lato 53' |       |         | Edmund Szycstadion, Poznań Toeschouwers: 38.724 Scheidsrechter: Dušan Maksimović (YUG) |

### 1975
|                                   |                          |       |                    |                                                                                |
| 16 april № 317 «onderlinge duels» | Nederland                | 1 – 1 | Finland            | Zuiderparkstadion, Den Haag Toeschouwers: 1.000 Scheidsrechter: Jan Beck (NED) |
| 16 april № 317 «onderlinge duels» | Doelpuntenmaker onbekend |       | 33' Olavi Rissanen | Zuiderparkstadion, Den Haag Toeschouwers: 1.000 Scheidsrechter: Jan Beck (NED) |

|                                                                            |                                                         |       |                                                                                 |                                                                                         |
| 15 mei Noords Kampioenschap 1972/77 № 318 «onderlinge duels» 18:30 (UTC+2) | Finland                                                 | 3 – 5 | Noorwegen                                                                       | Olympisch Stadion, Helsinki Toeschouwers: 12.031 Scheidsrechter: Erik Fredriksson (SWE) |
| 15 mei Noords Kampioenschap 1972/77 № 318 «onderlinge duels» 18:30 (UTC+2) | Miikka Toivola 3' Aki Heiskainen 65' Miikka Toivola 67' |       | 14' Svein Kvia 48' Helge Skuseth 79' Tom Lund 81' Stein Thunberg 83' Svein Kvia | Olympisch Stadion, Helsinki Toeschouwers: 12.031 Scheidsrechter: Erik Fredriksson (SWE) |

|                                                                    |         |                       |        |                                                                                        |
| 5 juni EK 1976 kwalificatie № 319 «onderlinge duels» 19:00 (UTC+2) | Finland | 0 – 1                 | Italië | Olympisch Stadion, Helsinki Toeschouwers: 17.632 Scheidsrechter: Kurt Eschweiler (GDR) |
| 5 juni EK 1976 kwalificatie № 319 «onderlinge duels» 19:00 (UTC+2) |         | 26' Giorgio Chinaglia |        | Olympisch Stadion, Helsinki Toeschouwers: 17.632 Scheidsrechter: Kurt Eschweiler (GDR) |

|                                                                                            |                            |       |                    |                                                                                     |
| 18 juni Olympisch kwalificatietoernooi voetbal 1976 № 320 «onderlinge duels» 19:00 (UTC+1) | Noorwegen                  | 1 – 1 | Finland            | Stavangerstadion, Stavanger Toeschouwers: 12.387 Scheidsrechter: Bent Nielsen (DEN) |
| 18 juni Olympisch kwalificatietoernooi voetbal 1976 № 320 «onderlinge duels» 19:00 (UTC+1) | Gabriel Høyland 79' (pen.) |       | 61' Jarmo Manninen | Stavangerstadion, Stavanger Toeschouwers: 12.387 Scheidsrechter: Bent Nielsen (DEN) |

|                                                                             |                                            |       |         |                                                                                  |
| 25 juni Noords Kampioenschap 1972/77 № 321 «onderlinge duels» 19:00 (UTC+1) | Denemarken                                 | 2 – 0 | Finland | Idrætsparken, Kopenhagen Toeschouwers: 13.600 Scheidsrechter: Erik Axelryd (SWE) |
| 25 juni Noords Kampioenschap 1972/77 № 321 «onderlinge duels» 19:00 (UTC+1) | Ole Bjørnmose 10' Erkki Vihtilä 83' (e.d.) |       |         | Idrætsparken, Kopenhagen Toeschouwers: 13.600 Scheidsrechter: Erik Axelryd (SWE) |

|                                                                         |                                                                                               |       |                      |                                                                                 |
| 3 september EK 1976 kwalificatie № 322 «onderlinge duels» 20:00 (UTC+1) | Nederland                                                                                     | 4 – 1 | Finland              | Goffertstadion, Nijmegen Toeschouwers: 19.189 Scheidsrechter: Eric Smyton (NIR) |
| 3 september EK 1976 kwalificatie № 322 «onderlinge duels» 20:00 (UTC+1) | Willy van der Kuijlen 29' Willy van der Kuijlen 35' Harry Lubse 48' Willy van der Kuijlen 55' |       | 9' Matti Paatelainen | Goffertstadion, Nijmegen Toeschouwers: 19.189 Scheidsrechter: Eric Smyton (NIR) |

|                                                                          |        |       |         |                                                                                    |
| 27 september EK 1976 kwalificatie № 323 «onderlinge duels» 16:30 (UTC+2) | Italië | 0 – 0 | Finland | Stadio Olimpico, Rome Toeschouwers: 29.203 Scheidsrechter: Kostas Xanthoulis (CYP) |
| 27 september EK 1976 kwalificatie № 323 «onderlinge duels» 16:30 (UTC+2) |        |       |         | Stadio Olimpico, Rome Toeschouwers: 29.203 Scheidsrechter: Kostas Xanthoulis (CYP) |

### 1976
|                                                                 |                     |       |             |                                                                                           |
| 19 mei Vriendschappelijk № 324 «onderlinge duels» 18:30 (UTC+2) | Finland             | 1 – 0 | Zwitserland | Väinölänniemen Stadion, Kuopio Toeschouwers: 7.007 Scheidsrechter: Erik Fredriksson (SWE) |
| 19 mei Vriendschappelijk № 324 «onderlinge duels» 18:30 (UTC+2) | Pertti Jantunen 86' |       |             | Väinölänniemen Stadion, Kuopio Toeschouwers: 7.007 Scheidsrechter: Erik Fredriksson (SWE) |

|                                                                            |         |                                            |        |                                                                                        |
| 1 juni Noords Kampioenschap 1972/77 № 325 «onderlinge duels» 19:00 (UTC+2) | Finland | 0 – 2                                      | Zweden | Olympisch Stadion, Helsinki Toeschouwers: 16.116 Scheidsrechter: Ivar Fredriksen (NOR) |
| 1 juni Noords Kampioenschap 1972/77 № 325 «onderlinge duels» 19:00 (UTC+2) |         | 49' Conny Torstensson 58' Anders Linderoth |        | Olympisch Stadion, Helsinki Toeschouwers: 16.116 Scheidsrechter: Ivar Fredriksen (NOR) |

|                                                                     |                       |       |                                                                          |                                                                                        |
| 13 juni WK 1978 kwalificatie № 326 «onderlinge duels» 19:30 (UTC+2) | Finland               | 1 – 4 | Engeland                                                                 | Olympisch Stadion, Helsinki Toeschouwers: 24.336 Scheidsrechter: Alfred Delcourt (BEL) |
| 13 juni WK 1978 kwalificatie № 326 «onderlinge duels» 19:30 (UTC+2) | Matti Paatelainen 27' |       | 13' Stuart Pearson 30' Kevin Keegan 58' Michael Channon 60' Kevin Keegan | Olympisch Stadion, Helsinki Toeschouwers: 24.336 Scheidsrechter: Alfred Delcourt (BEL) |

|                                                                  |                    |       |         |                                                                                     |
| 14 juli Vriendschappelijk № 327 «onderlinge duels» 19:00 (UTC+2) | Finland            | 1 – 0 | IJsland | Olympisch Stadion, Helsinki Toeschouwers: 6.769 Scheidsrechter: John Homewood (ENG) |
| 14 juli Vriendschappelijk № 327 «onderlinge duels» 19:00 (UTC+2) | Esa Heiskainen 12' |       |         | Olympisch Stadion, Helsinki Toeschouwers: 6.769 Scheidsrechter: John Homewood (ENG) |

|                                                                                 | |       |         |                                                                                |
| 11 augustus Noords Kampioenschap 1972/77 № 328 «onderlinge duels» 19:00 (UTC+1) | Zweden | 6 – 0 | Finland | Malmö Stadion, Malmö Toeschouwers: 11.737 Scheidsrechter: Torben Månsson (DEN) |
| 11 augustus Noords Kampioenschap 1972/77 № 328 «onderlinge duels» 19:00 (UTC+1) | Thomas Sjöberg 26' Anders Ljungberg 39' (pen.) Thomas Sjöberg 56' Mats Werner 59' (pen.) Torbjörn Nilsson 81' Bo Börjesson 82' |       |         | Malmö Stadion, Malmö Toeschouwers: 11.737 Scheidsrechter: Torben Månsson (DEN) |

|                                                                      |                                          |       |                  |                                                                                    |
| 25 augustus Vriendschappelijk № 329 «onderlinge duels» 19:00 (UTC+2) | Finland                                  | 2 – 1 | Turkije          | Olympisch Stadion, Helsinki Toeschouwers: 5.240 Scheidsrechter: Sven Jonsson (SWE) |
| 25 augustus Vriendschappelijk № 329 «onderlinge duels» 19:00 (UTC+2) | Aki Heiskainen 37' Matti Paatelainen 81' |       | 61' Reşit Kaynak | Olympisch Stadion, Helsinki Toeschouwers: 5.240 Scheidsrechter: Sven Jonsson (SWE) |

|                                                                      | |       |         |                                                                             |
| 8 september Vriendschappelijk № 330 «onderlinge duels» 20:00 (UTC+1) | Schotland                                                                                              | 6 – 0 | Finland | Hampden Park, Glasgow Toeschouwers: 11.737 Scheidsrechter: Gordon Kew (ENG) |
| 8 september Vriendschappelijk № 330 «onderlinge duels» 20:00 (UTC+1) | Bruce Rioch 7' Donald Masson 16' (pen.) Kenny Dalglish 23' Eddie Gray 44' Andy Gray 68' Eddie Gray 80' |       |         | Hampden Park, Glasgow Toeschouwers: 11.737 Scheidsrechter: Gordon Kew (ENG) |

|                                                                          | |       |                    |                                                                                        |
| 22 september WK 1978 kwalificatie № 331 «onderlinge duels» 18:30 (UTC+2) | Finland | 7 – 1 | Luxemburg          | Olympisch Stadion, Helsinki Toeschouwers: 4.555 Scheidsrechter: Svein-Inge Thime (NOR) |
| 22 september WK 1978 kwalificatie № 331 «onderlinge duels» 18:30 (UTC+2) | Aki Heiskainen 15' Esa Heiskainen 22' Esa Heiskainen 27' Olavi Rissanen 51' Teppo Heikkinen 54' Olavi Rissanen 61' Ari Mäkynen 82' (pen.) |       | 52' Gilbert Zender | Olympisch Stadion, Helsinki Toeschouwers: 4.555 Scheidsrechter: Svein-Inge Thime (NOR) |

|                                                                        |                                |       |                    |                                                                                 |
| 13 oktober WK 1978 kwalificatie № 332 «onderlinge duels» 20:00 (UTC+1) | Engeland                       | 2 – 1 | Finland            | Wembley Stadium, Londen Toeschouwers: 93.000 Scheidsrechter: Ulf Eriksson (SWE) |
| 13 oktober WK 1978 kwalificatie № 332 «onderlinge duels» 20:00 (UTC+1) | Dennis Tueart 3' Joe Royle 53' |       | 47' Jyrki Nieminen | Wembley Stadium, Londen Toeschouwers: 93.000 Scheidsrechter: Ulf Eriksson (SWE) |

### 1977
|                                                                  |                     |       |                                          |                                                                                       |
| 6 april Vriendschappelijk № 333 «onderlinge duels» 15:00 (UTC+3) | Turkije             | 1 – 2 | Finland                                  | Ankara 19 Mayısstadion, Ankara Toeschouwers: 23.000 Scheidsrechter: Otto Andrea (ROM) |
| 6 april Vriendschappelijk № 333 «onderlinge duels» 15:00 (UTC+3) | Mustafa Denizli 23' |       | 64' Matti Paatelainen 76' Jyrki Nieminen | Ankara 19 Mayısstadion, Ankara Toeschouwers: 23.000 Scheidsrechter: Otto Andrea (ROM) |

|                                                                    |           |                   |         |                                                                                |
| 26 mei WK 1978 kwalificatie № 334 «onderlinge duels» 19:15 (UTC+2) | Luxemburg | 0 – 1             | Finland | Neie Stadion, Luxemburg Toeschouwers: 1.800 Scheidsrechter: Ole Amundsen (DEN) |
| 26 mei WK 1978 kwalificatie № 334 «onderlinge duels» 19:15 (UTC+2) |           | 57' Ari Heiskanen |         | Neie Stadion, Luxemburg Toeschouwers: 1.800 Scheidsrechter: Ole Amundsen (DEN) |

|                                                                    |         |                                                          |        |                                                                                      |
| 8 juni WK 1978 kwalificatie № 335 «onderlinge duels» 19:00 (UTC+2) | Finland | 0 – 3                                                    | Italië | Olympisch Stadion, Helsinki Toeschouwers: 18.000 Scheidsrechter: Robert Helies (FRA) |
| 8 juni WK 1978 kwalificatie № 335 «onderlinge duels» 19:00 (UTC+2) |         | 8' Claudio Gentile 56' Roberto Bettega 81' Romeo Benetti |        | Olympisch Stadion, Helsinki Toeschouwers: 18.000 Scheidsrechter: Robert Helies (FRA) |

|                                                                             |                    |       |                                                   |                                                                                       |
| 22 juni Noords Kampioenschap 1972/77 № 336 «onderlinge duels» 20:00 (UTC+2) | Finland            | 1 – 2 | Denemarken                                        | Olympisch Stadion, Helsinki Toeschouwers: 9.800 Scheidsrechter: Lars Åke Björck (SWE) |
| 22 juni Noords Kampioenschap 1972/77 № 336 «onderlinge duels» 20:00 (UTC+2) | Jyrki Nieminen 83' |       | 58' Preben Elkjær Larsen 61' Preben Elkjær Larsen | Olympisch Stadion, Helsinki Toeschouwers: 9.800 Scheidsrechter: Lars Åke Björck (SWE) |

|                                                                                 |                 |       |                       |                                                                              |
| 18 augustus Noords Kampioenschap 1972/77 № 337 «onderlinge duels» 19:00 (UTC+1) | Noorwegen       | 1 – 1 | Finland               | Ullevaalstadion, Oslo Toeschouwers: 10.263 Scheidsrechter: Poul Jensen (DEN) |
| 18 augustus Noords Kampioenschap 1972/77 № 337 «onderlinge duels» 19:00 (UTC+1) | Odd Iversen 15' |       | 86' Matti Paatelainen | Ullevaalstadion, Oslo Toeschouwers: 10.263 Scheidsrechter: Poul Jensen (DEN) |

|                                                                      |         |                   |                |                                                                                       |
| 7 september Vriendschappelijk № 338 «onderlinge duels» 19:00 (UTC+2) | Finland | 0 – 1             | West-Duitsland | Olympisch Stadion, Helsinki Toeschouwers: 14.324 Scheidsrechter: Viktor Zharkov (URS) |
| 7 september Vriendschappelijk № 338 «onderlinge duels» 19:00 (UTC+2) |         | 43' Klaus Fischer |                | Olympisch Stadion, Helsinki Toeschouwers: 14.324 Scheidsrechter: Viktor Zharkov (URS) |

|                                                                    |                                      |       |         |                                                                         |
| 5 oktober Vriendschappelijk № 339 «onderlinge duels» 20:00 (UTC+1) | Zwitserland                          | 2 – 0 | Finland | Hardturm, Zürich Toeschouwers: 7.618 Scheidsrechter: Alain Delmer (FRA) |
| 5 oktober Vriendschappelijk № 339 «onderlinge duels» 20:00 (UTC+1) | Rudolf Elsener 12' Joseph Küttel 65' |       |         | Hardturm, Zürich Toeschouwers: 7.618 Scheidsrechter: Alain Delmer (FRA) |

|                                                                        | |       |                  |                                                                                 |
| 15 oktober WK 1978 kwalificatie № 340 «onderlinge duels» 15:00 (UTC+1) | Italië | 6 – 1 | Finland          | Stadio Comunale, Turijn Toeschouwers: 62.888 Scheidsrechter: Nikola Dudin (BUL) |
| 15 oktober WK 1978 kwalificatie № 340 «onderlinge duels» 15:00 (UTC+1) | Roberto Bettega 29' Roberto Bettega 38' Francesco Graziani 45' Roberto Bettega 59' Roberto Bettega 62' Renato Zaccarelli 71' |       | 67' Kai Haaskivi | Stadio Comunale, Turijn Toeschouwers: 62.888 Scheidsrechter: Nikola Dudin (BUL) |

### 1978
|                                                    | |        |                                       |                                                                                    |
| 5 april Vriendschappelijk № 341 «onderlinge duels» | Sovjet-Unie | 10 – 2 | Finland                               | Hrazdan Stadion, Jerevan Toeschouwers: 11.700 Scheidsrechter: Jerzy Kacprzak (POL) |
| 5 april Vriendschappelijk № 341 «onderlinge duels» | Anatoliy Konkov 14' Davit Kipiani 18' Yuriy Chesnokov 37' Oleh Blochin 42' Viktor Kolotov 47' Oleh Blochin 59' Leonid Boerjak 79' Viktor Kolotov 81' Oleh Blochin 84' (pen.) Valeriy Petrakov 88' |        | 66' Aki Heiskainen 89' Jyrki Nieminen | Hrazdan Stadion, Jerevan Toeschouwers: 11.700 Scheidsrechter: Jerzy Kacprzak (POL) |

|                                                                |         |                  |        |                                                                                       |
| 3 mei Vriendschappelijk № 342 «onderlinge duels» 18:30 (UTC+2) | Finland | 0 – 1            | Mexico | Olympisch Stadion, Helsinki Toeschouwers: 6.054 Scheidsrechter: Kjell Johansson (SWE) |
| 3 mei Vriendschappelijk № 342 «onderlinge duels» 18:30 (UTC+2) |         | 90' Hugo Sánchez |        | Olympisch Stadion, Helsinki Toeschouwers: 6.054 Scheidsrechter: Kjell Johansson (SWE) |

|                                                                    |                                                    |       |             |                                                                                     |
| 24 mei EK 1980 kwalificatie № 343 «onderlinge duels» 19:00 (UTC+2) | Finland                                            | 3 – 0 | Griekenland | Olympisch Stadion, Helsinki Toeschouwers: 8.000 Scheidsrechter: Heinz Einbeck (GDR) |
| 24 mei EK 1980 kwalificatie № 343 «onderlinge duels» 19:00 (UTC+2) | Atik Ismail 35' Jyrki Nieminen 82' Atik Ismail 85' |       |             | Olympisch Stadion, Helsinki Toeschouwers: 8.000 Scheidsrechter: Heinz Einbeck (GDR) |

|                                                                             |                                           |       |                 |                                                                           |
| 28 juni Noords Kampioenschap 1978/80 № 344 «onderlinge duels» 19:00 (UTC+1) | Zweden                                    | 2 – 1 | Finland         | Ryavallen, Borås Toeschouwers: 6.600 Scheidsrechter: Torben Månsson (DEN) |
| 28 juni Noords Kampioenschap 1978/80 № 344 «onderlinge duels» 19:00 (UTC+1) | Torbjörn Nilsson 17' Magnus Andersson 80' |       | 39' Atik Ismail | Ryavallen, Borås Toeschouwers: 6.600 Scheidsrechter: Torben Månsson (DEN) |

|                                                                                |                 |       |                  |                                                                                     |
| 9 augustus Noords Kampioenschap 1978/80 № 345 «onderlinge duels» 19:00 (UTC+2) | Finland         | 1 – 1 | Noorwegen        | Olympisch Stadion, Helsinki Toeschouwers: 7.481 Scheidsrechter: Marian Kustoń (POL) |
| 9 augustus Noords Kampioenschap 1978/80 № 345 «onderlinge duels» 19:00 (UTC+2) | Atik Ismail 79' |       | 61' Tor Johansen | Olympisch Stadion, Helsinki Toeschouwers: 7.481 Scheidsrechter: Marian Kustoń (POL) |

|                                                                      |         |                     |       |                                                                                   |
| 30 augustus Vriendschappelijk № 346 «onderlinge duels» 16:00 (UTC+2) | Finland | 0 – 1               | Polen | Olympisch Stadion, Helsinki Toeschouwers: 4.242 Scheidsrechter: Henry Øberg (NOR) |
| 30 augustus Vriendschappelijk № 346 «onderlinge duels» 16:00 (UTC+2) |         | 81' Stefan Majewski |       | Olympisch Stadion, Helsinki Toeschouwers: 4.242 Scheidsrechter: Henry Øberg (NOR) |

|                                                                          |                                  |       |                   |                                                                                        |
| 20 september EK 1980 kwalificatie № 347 «onderlinge duels» 18:30 (UTC+2) | Finland                          | 2 – 1 | Hongarije         | Olympisch Stadion, Helsinki Toeschouwers: 4.797 Scheidsrechter: Erik Fredriksson (SWE) |
| 20 september EK 1980 kwalificatie № 347 «onderlinge duels» 18:30 (UTC+2) | Atik Ismail 31' Seppo Pyykkö 54' |       | 74' László Tieber | Olympisch Stadion, Helsinki Toeschouwers: 4.797 Scheidsrechter: Erik Fredriksson (SWE) |

|                                                                        | |       |                   | |
| 11 oktober EK 1980 kwalificatie № 348 «onderlinge duels» 15:30 (UTC+2) | Griekenland | 8 – 1 | Finland           | Leoforos Alexandras Stadion, Athene Toeschouwers: 9.000 Scheidsrechter: Marcel Van Langenhove (BEL) |
| 11 oktober EK 1980 kwalificatie № 348 «onderlinge duels» 15:30 (UTC+2) | Takis Nikoloudis 15' Giorgos Delikaris 23' Takis Nikoloudis 25' Thomas Mavros 38' Thomas Mavros 44' Giorgos Delikaris 47' Thomas Mavros 75' Ilias Galakos 81' |       | 61' Ari Heiskanen | Leoforos Alexandras Stadion, Athene Toeschouwers: 9.000 Scheidsrechter: Marcel Van Langenhove (BEL) |

### 1979
|                                                       |                          |       |         |                                                                         |
| 5 februari Vriendschappelijk № 349 «onderlinge duels» | Irak                     | 1 – 0 | Finland | Al-shaabstadion, Bagdad Toeschouwers: onbekend Scheidsrechter: onbekend |
| 5 februari Vriendschappelijk № 349 «onderlinge duels» | Doelpuntenmaker onbekend |       |         | Al-shaabstadion, Bagdad Toeschouwers: onbekend Scheidsrechter: onbekend |

|                                                       |                           |       |         |                                                                       |
| 7 februari Vriendschappelijk № 350 «onderlinge duels» | Irak                      | 2 – 0 | Finland | Al-shaabstadion, Bagdad Toeschouwers: 12.000 Scheidsrechter: onbekend |
| 7 februari Vriendschappelijk № 350 «onderlinge duels» | Doelpuntenmakers onbekend |       |         | Al-shaabstadion, Bagdad Toeschouwers: 12.000 Scheidsrechter: onbekend |

|                                                       |         |                    |         |                                                                               |
| 9 februari Vriendschappelijk № 351 «onderlinge duels» | Bahrein | 0 – 1              | Finland | Madinat Isa Stadion, Madinat Isa Toeschouwers: 5.000 Scheidsrechter: onbekend |
| 9 februari Vriendschappelijk № 351 «onderlinge duels» |         | ??' Anders Backman |         | Madinat Isa Stadion, Madinat Isa Toeschouwers: 5.000 Scheidsrechter: onbekend |

|                                                                             |         |       |                    |                                                                                 |
| 10 mei Olympisch kwalificatietoernooi voetbal 1980 № 352 «onderlinge duels» | Finland | 1 – 1 | Denemarken         | Aalborg Stadion, Aalborg Toeschouwers: 2.700 Scheidsrechter: Francis Rion (BEL) |
| 10 mei Olympisch kwalificatietoernooi voetbal 1980 № 352 «onderlinge duels» | ?       |       | 50' Harri Lindholm | Aalborg Stadion, Aalborg Toeschouwers: 2.700 Scheidsrechter: Francis Rion (BEL) |

|                                                                             |                                                                           |       |            |                                                                                          |
| 7 juni Olympisch kwalificatietoernooi voetbal 1980 № 353 «onderlinge duels» | Finland                                                                   | 4 – 1 | Denemarken | Kotkan urheilukeskus, Kotka Toeschouwers: 3.581 Scheidsrechter: Anatoliy Milchenko (URS) |
| 7 juni Olympisch kwalificatietoernooi voetbal 1980 № 353 «onderlinge duels» | Juha Helin 12' Risto Rosenberg 21' Hannu Rajaniemi 61' Kalle Nieminen 40' |       | ?          | Kotkan urheilukeskus, Kotka Toeschouwers: 3.581 Scheidsrechter: Anatoliy Milchenko (URS) |

|                                                                    |                 |       |                         |                                                                                     |
| 4 juli EK 1980 kwalificatie № 354 «onderlinge duels» 19:00 (UTC+2) | Finland         | 1 – 1 | Sovjet-Unie             | Olympisch Stadion, Helsinki Toeschouwers: 13.119 Scheidsrechter: Ole Amundsen (DEN) |
| 4 juli EK 1980 kwalificatie № 354 «onderlinge duels» 19:00 (UTC+2) | Atik Ismail 55' |       | 28' Aleksandr Khapsalis | Olympisch Stadion, Helsinki Toeschouwers: 13.119 Scheidsrechter: Ole Amundsen (DEN) |

|                                                                                               |         |                    |           |                                                                                       |
| 9 augustus Olympisch kwalificatietoernooi voetbal 1980 № 355 «onderlinge duels» 18:30 (UTC+2) | Finland | 0 – 1              | Noorwegen | Väinölänniemen stadion, Kuopio Toeschouwers: 6.129 Scheidsrechter: Ole Amundsen (DEN) |
| 9 augustus Olympisch kwalificatietoernooi voetbal 1980 № 355 «onderlinge duels» 18:30 (UTC+2) |         | 80' Vidar Davidsen |           | Väinölänniemen stadion, Kuopio Toeschouwers: 6.129 Scheidsrechter: Ole Amundsen (DEN) |

|                                                                                 |         |       |            |                                                                                             |
| 29 augustus Noords Kampioenschap 1978/80 № 356 «onderlinge duels» 18:00 (UTC+2) | Finland | 0 – 0 | Denemarken | Mikkelin Urheilupuisto, Mikkeli Toeschouwers: 4.433 Scheidsrechter: Ingemar Johansson (SWE) |
| 29 augustus Noords Kampioenschap 1978/80 № 356 «onderlinge duels» 18:00 (UTC+2) |         |       |            | Mikkelin Urheilupuisto, Mikkeli Toeschouwers: 4.433 Scheidsrechter: Ingemar Johansson (SWE) |

|                                                                                   |                |       |         |                                                                     |
| 13 september Olympisch kwalificatietoernooi voetbal 1980 № 357 «onderlinge duels» | West-Duitsland | 2 – 0 | Finland | Stadion Niederrhein, Oberhausen Scheidsrechter: Luigi Agnolin (ITA) |
| 13 september Olympisch kwalificatietoernooi voetbal 1980 № 357 «onderlinge duels» | ?              |       |         | Stadion Niederrhein, Oberhausen Scheidsrechter: Luigi Agnolin (ITA) |

|                                                                    |                          |       |         |                                                                                   |
| 26 september Noords Kampioenschap 1978/80 № 358 «onderlinge duels» | Denemarken               | 1 – 0 | Finland | Idrætsparken, Kopenhagen Toeschouwers: 24.400 Scheidsrechter: Kaare Lindboe (NOR) |
| 26 september Noords Kampioenschap 1978/80 № 358 «onderlinge duels» | Preben Elkjær Larsen 51' |       |         | Idrætsparken, Kopenhagen Toeschouwers: 24.400 Scheidsrechter: Kaare Lindboe (NOR) |

|                                                                                               |         |       |                |                                                                                       |
| 10 oktober Olympisch kwalificatietoernooi voetbal 1980 № 359 «onderlinge duels» 18:30 (UTC+2) | Finland | 0 – 0 | West-Duitsland | Olympisch Stadion, Helsinki Toeschouwers: 2.602 Scheidsrechter: Roger Schoeters (BEL) |
| 10 oktober Olympisch kwalificatietoernooi voetbal 1980 № 359 «onderlinge duels» 18:30 (UTC+2) |         |       |                | Olympisch Stadion, Helsinki Toeschouwers: 2.602 Scheidsrechter: Roger Schoeters (BEL) |

|                                                                        |                                                      |       |                    |                                                                                       |
| 17 oktober EK 1980 kwalificatie № 360 «onderlinge duels» 14:00 (UTC+1) | Hongarije                                            | 3 – 1 | Finland            | Nagyerdei-stadion, Debrecen Toeschouwers: 18.000 Scheidsrechter: Charles Corver (NED) |
| 17 oktober EK 1980 kwalificatie № 360 «onderlinge duels» 14:00 (UTC+1) | László Fekete 23' László Fekete 43' György Tatár 49' |       | 47' Miikka Toivola | Nagyerdei-stadion, Debrecen Toeschouwers: 18.000 Scheidsrechter: Charles Corver (NED) |

|                                                                                               |                       |       |                     |                                                                                        |
| 26 oktober Olympisch kwalificatietoernooi voetbal 1980 № 361 «onderlinge duels» 19:00 (UTC+1) | Noorwegen             | 1 – 1 | Finland             | Stavangerstadion, Stavanger Toeschouwers: 9.400 Scheidsrechter: Erik Fredriksson (SWE) |
| 26 oktober Olympisch kwalificatietoernooi voetbal 1980 № 361 «onderlinge duels» 19:00 (UTC+1) | Svein Gunnar Rein 43' |       | 45' Pasi Rautiainen | Stavangerstadion, Stavanger Toeschouwers: 9.400 Scheidsrechter: Erik Fredriksson (SWE) |

|                                                                        |                                        |       |                                   |                                                                                  |
| 31 oktober EK 1980 kwalificatie № 362 «onderlinge duels» 19:00 (UTC+3) | Sovjet-Unie                            | 2 – 2 | Finland                           | Lenin Stadion, Moskou Toeschouwers: 1.500 Scheidsrechter: Aleksandar Nikić (YUG) |
| 31 oktober EK 1980 kwalificatie № 362 «onderlinge duels» 19:00 (UTC+3) | Sergej Andrejev 50' Joeri Gavrilov 67' |       | 76' Kai Haaskivi 82' Tuomo Hakala | Lenin Stadion, Moskou Toeschouwers: 1.500 Scheidsrechter: Aleksandar Nikić (YUG) |

|                                                        |                  |       |                    |                                                                                           |
| 21 november Vriendschappelijk № 363 «onderlinge duels» | Mexico           | 1 – 1 | Finland            | Aztekenstadion, Mexico-Stad Toeschouwers: 30.000 Scheidsrechter: Domingo de la Mora (MEX) |
| 21 november Vriendschappelijk № 363 «onderlinge duels» | Mario Medina 11' |       | 58' Jyrki Nieminen | Aztekenstadion, Mexico-Stad Toeschouwers: 30.000 Scheidsrechter: Domingo de la Mora (MEX) |

|                                                        |         |                                       |         |                                                                          |
| 26 november Vriendschappelijk № 364 «onderlinge duels» | Bermuda | 0 – 2                                 | Finland | Nationaal Stadion, Hamilton Toeschouwers: 3.000 Scheidsrechter: onbekend |
| 26 november Vriendschappelijk № 364 «onderlinge duels» |         | 45' Jyrki Nieminen 52' Juhani Himanka |         | Nationaal Stadion, Hamilton Toeschouwers: 3.000 Scheidsrechter: onbekend |

Finse voetbalbond · A-internationals · Bondscoaches · Statistieken · Fins vrouwenelftal · Olympisch elftal · Finland U21 · Finland U20 · Finland U19 · Finland U18 · Finland U17 · Finland U16
1911 – 1919 ·
1920 – 1929 ·
1930 – 1939 ·
1940 – 1949 ·
1950 – 1959 ·
1960 – 1969 ·
1970 – 1979 ·
1980 – 1989 ·
1990 – 1999 ·
2000 – 2009 ·
2010 – 2019 ·
2020 − 2029
EK 2020
OS 1912 ·
OS 1936 ·
OS 1952 ·
OS 1980
1911 · 
1912 · 
1913 · 
1914 · 
1915 · 1916 · 1917 · 1918 · 
1919 · 
1920 · 
1921 · 
1922 · 
1923 · 
1924 · 
1925 · 
1926 · 
1927 · 
1928 · 
1929 · 
1930 · 
1931 · 
1932 · 
1933 · 
1934 · 
1935 · 
1936 · 
1937 · 
1938 · 
1939 · 
1940 · 
1941 · 
1942 · 
1943 · 
1944 · 
1945 · 
1946 · 
1947 · 
1948 · 
1949 · 
1950 · 
1952 · 
1952 · 
1953 · 
1954 · 
1955 · 
1956 · 
1957 · 
1958 · 
1959 · 
1960 · 
1961 · 
1962 · 
1963 · 
1964 · 
1965 · 
1966 · 
1967 · 
1968 · 
1969 · 
1970 · 
1971 · 
1972 · 
1973 · 
1974 · 
1975 · 
1976 · 
1977 · 
1978 · 
1979 · 
1980 · 
1981 · 
1982 · 
1983 · 
1984 · 
1985 · 
1986 · 
1987 · 
1988 · 
1989 · 
1990 · 
1991 · 
1992 · 
1993 · 
1994 · 
1995 · 
1996 · 
1997 · 
1998 · 
1999 · 
2000 · 
2001 · 
2002 · 
2003 · 
2004 · 
2005 · 
2006 · 
2007 · 
2008 · 
2009 · 
2010 · 
2011 · 
2012 · 
2013 · 
2014 · 
2015 · 
2016 · 
2017 · 
2018 ·
2019 ·
2020
Albanië ·
Algerije ·
Andorra ·
Armenië ·
Azerbeidzjan ·
Bahrein ·
Barbados ·
België ·
Bermuda ·
Bolivia ·
Bosnië en Herzegovina ·
Brazilië ·
Bulgarije ·
Canada ·
Chili ·
China ·
Colombia ·
Costa Rica ·
Cyprus ·
Denemarken ·
DDR ·
(West-)Duitsland ·
Ecuador ·
Egypte ·
Engeland ·
Estland ·
Faeröer ·
Frankrijk ·
Georgië ·
Griekenland ·
Honduras ·
Hongarije ·
Ierland ·
IJsland ·
India ·
Irak ·
Israël ·
Italië ·
Japan ·
Jemen ·
Joegoslavië ·
Jordanië ·
Kameroen ·
Kazachstan ·
Koeweit ·
Kosovo ·
Kroatië ·
Letland ·
Liechtenstein ·
Litouwen ·
Luxemburg ·
Maleisië ·
Malta ·
Marokko ·
Mexico ·
Moldavië ·
Montenegro ·
Nederland ·
Noord-Ierland ·
Noord-Korea ·
Noord-Macedonië ·
Noorwegen ·
Oekraïne · 
Oman ·
Oostenrijk ·
Peru ·
Polen ·
Portugal ·
Qatar ·
Roemenië ·
Rusland ·
San Marino ·
Saoedi-Arabië ·
Schotland ·
Servië ·
Servië en Montenegro ·
Singapore ·
Slovenië ·
Slowakije ·
Sovjet-Unie ·
Spanje ·
Thailand ·
Trinidad en Tobago ·
Tsjechië ·
Tsjecho-Slowakije ·
Tunesië ·
Turkije ·
Uruguay ·
Verenigde Arabische Emiraten ·
Verenigde Staten ·
Wales ·
Wit-Rusland ·
Zuid-Korea ·
Zweden ·
Zwitserland
België (2021) · 
Denemarken (2021) · 
Rusland (2021)
CONMEBOL: Colombia · Ecuador

UEFA: Albanië · België · Bulgarije · Cyprus · Denemarken · West-Duitsland · Duitse Democratische Republiek · Engeland · Finland · Frankrijk · Griekenland · Hongarije · IJsland · Ierland · Italië · Joegoslavië · Luxemburg · Malta · Nederland · Noord-Ierland · Noorwegen · Oostenrijk · Polen · Portugal · Roemenië · Schotland ·  Sovjet-Unie ·  Spanje · Tsjecho-Slowakije · Turkije · Wales ·  Zweden · Zwitserland

CAF: Madagaskar AFC: Israël